# باقر أباد (مقاطعة إسلام آباد غرب)
باقر أباد  (بالفارسية: باقرآباد) هي قرية تقع في كرمانشاه في إيران. يقدر عدد سكانها بـ 105 نسمة .